# سمارة فولغية
السمارة الفولغية (نسبة إلى نهر الفولغا) (باللاتينية: Sisymbrium volgense) نوع نباتي يتبع جنس السمارة من الفصيلة الصليبية.